# Atractonotus
Atractonotus mulsanti es una  especie de coleóptero adéfago de la familia Carabidae y el único miembro del género monotípico Atractonotus.